# Giada Franco
Giada Franco (Napoli, 11 luglio 1996) è una rugbista a 15 italiana, terza linea ala del Colorno.

## Biografia
Figlia di una coppia mista italo-brasiliana e cresciuta a Baronissi, nel Salernitano, compì gli studi superiori in un liceo scientifico del capoluogo, cui seguirono gli studi in scienze motorie presso l'università di Salerno.
Si avvicinò alla disciplina ovale nella giovanile del Salerno Rugby per poi passare nel 2014 al Benevento.
Nel 2016, con lo scioglimento della squadra femminile del Benevento, seguì la capitana della squadra Maria Grazia Cioffi a Colorno, in Emilia.
Con la formazione del Parmense giunse nel 2017 alla finale di campionato, poi persa 0-32 contro Valsugana.
Durante il Sei Nazioni 2018, a causa di un infortunio occorso a Valeria Fedrighi nella partita d'esordio del torneo contro l'Inghilterra, Giada Franco fu chiamata in sostituzione della collega indisponibile per l'impegno contro l'Irlanda; nella quarta giornata di torneo fu decisiva per la vittoria italiana a Cardiff contro il Galles tanto da guadagnare il riconoscimento di miglior giocatrice dell'incontro; la settimana dopo, a Padova nella vittoria contro la Scozia, mise a segno anche la sua prima meta internazionale.
Il 2018 fu anche l'anno della conquista dello scudetto con Colorno e, nella stagione successiva, della consacrazione internazionale con vari riconoscimenti individuali e l'Italia seconda assoluta al Sei Nazioni 2019, miglior prestazione di sempre di una nazionale azzurra di qualsiasi categoria nel torneo.
A fine luglio 2019 fu annunciata la notizia dell'ingaggio in Inghilterra presso il club londinese delle Harlequin Ladies per un anno, al termine del quale tornò a Colorno.

## Palmarès
- Campionati italiani: 1
Colorno: 2017-18